# Szkoła Główna Handlowa w Warszawie

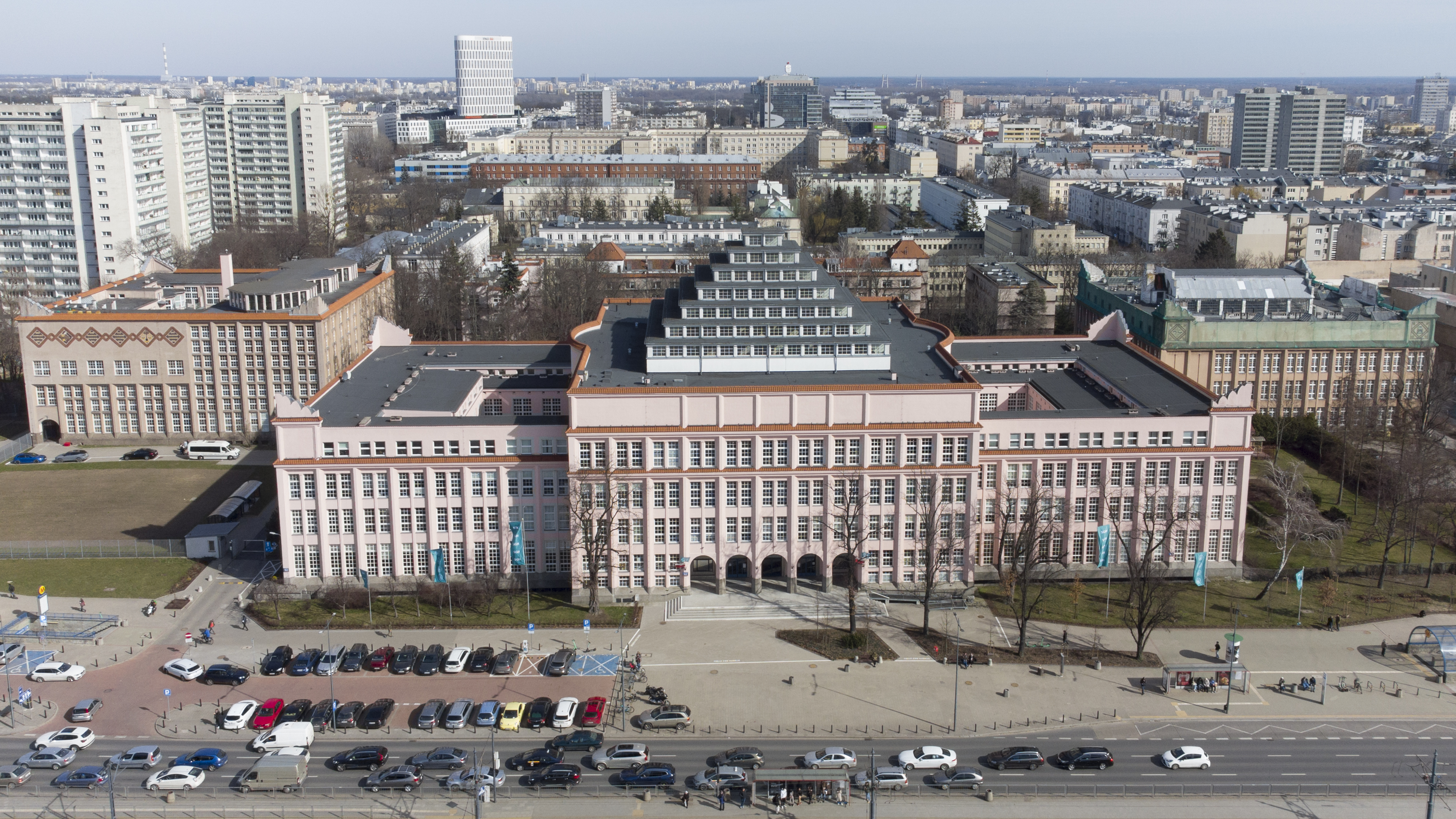
Hauptgebäude der Hochschule

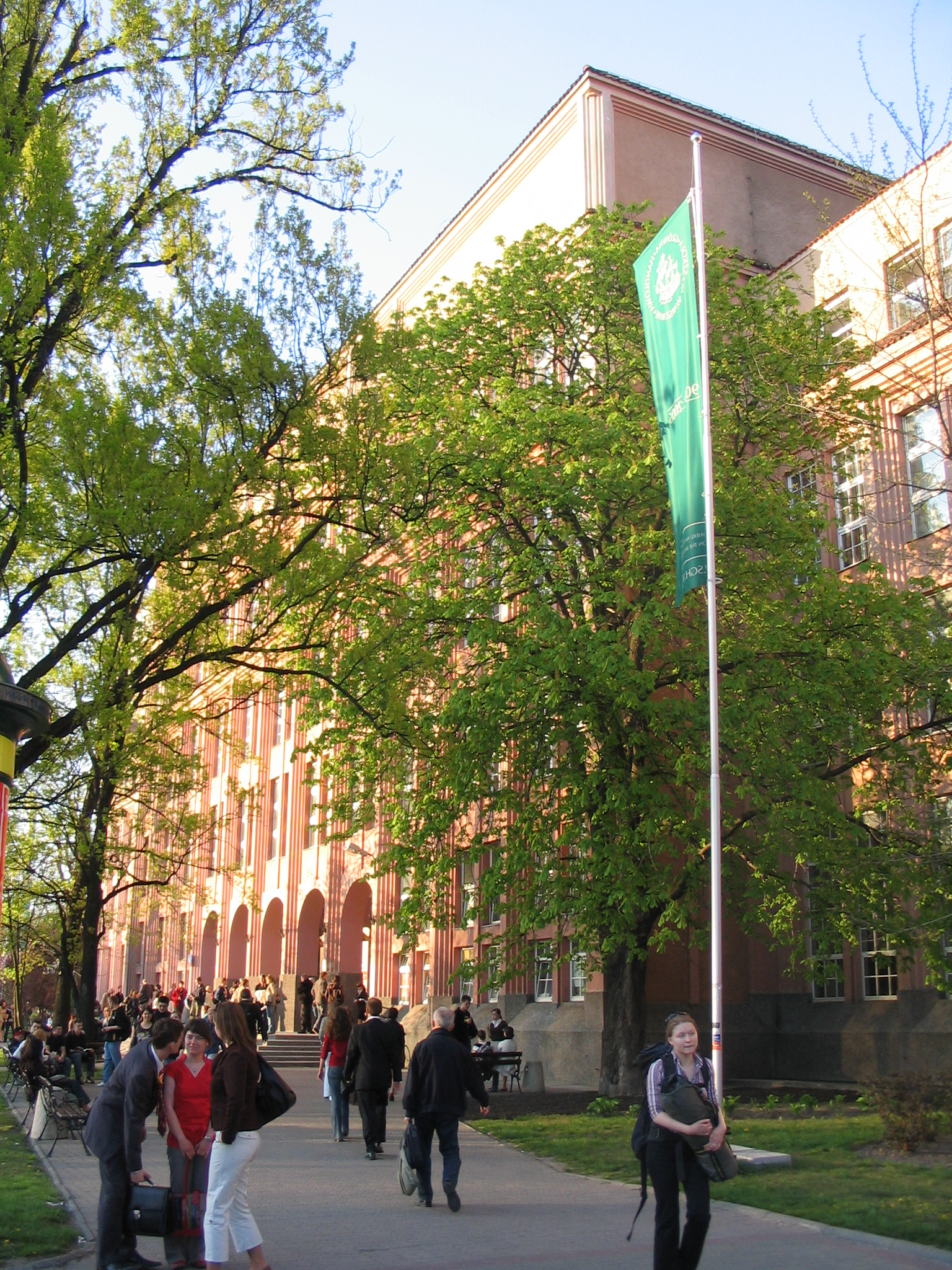
Hauptgebäude der Hochschule

Die Szkoła Główna Handlowa w Warszawie (kurz: SGH), international SGH Warsaw School of Economics (lateinisch Schola Princeps Scientiarum Œconomicarum et Commercii) ist die älteste Wirtschaftsuniversität von Polen mit Sitz in Warschau. Sie ist Polens einzige CEMS-Universität und AMBA-akkreditiert. Im maßgeblichen Ranking des Financial Times European Business School belegte sie 2019 Platz 2 in Polen und 69 in Europa.

## Geschichte und Anerkennungen
Die Hochschule wurde am 13. Oktober 1906 als Private August-Zieliński-Handelsschule für Männer in Warschau gegründet. 1919 wurde sie als Hochschule anerkannt und 1933 folgte die Namensänderung in Szkoła Główna Handlowa.
Nach dem Zweiten Weltkrieg wurde die bislang private Hochschule verstaatlicht und trug bis 1991 den Namen Szkoła Główna Planowania i Statystyki (SGPiS).
Sie ist die älteste und gilt auch als die renommierteste Wirtschaftshochschule in Polen. In der Rangliste der 40 besten europäischen Management-Master-Programme von Financial Times wurde die Hochschule 2007 an der 31. Stelle und 2008 an der 24. Stelle platziert.
Heute ist die Hochschule in zahlreiche europäische Hochschulkooperationen wie CEMS, Erasmus, EUA, Partnership in International Management (PIM) eingebunden.

## Kollegien
Die Hochschule gliedert sich in fünf Kollegien:
- Kollegium für Wirtschaftsanalysen (Kolegium Analiz Ekonomicznych)
- Kollegium für Wirtschafts- und Sozialpolitik (Kolegium Ekonomiczno-Społeczne)
- Kollegium für Weltwirtschaft (Kolegium Gospodarki Światowej)
- Kollegium für Betriebswirtschaftslehre (Kolegium Nauk o Przedsiębiorstwie)
- Kollegium für Management und Finanzen (Kolegium Zarządzania i Finansów)

## Studiengänge
Den Studierenden stehen folgende Studiengänge zur Auswahl:
- Europäische Studien
- Finanz- und Rechnungswesen
- International Business (Studiengang in englischer Sprache)
- Internationale Beziehungen
- Internationale Wirtschaftsbeziehungen
- Management
- Quantitative Methoden in Wirtschaftswissenschaften und Informationssysteme
- Raumordnungswirtschaft
- Sozialpolitik
- Tourismus und Freizeit
- Verwaltungswissenschaft
- Wirtschaftswissenschaften

## Persönlichkeiten

### Bekannte Professoren
- Leszek Balcerowicz
- Adam Budnikowski
- Danuta Hübner
- Michał Kalecki
- Jan Klimek
- Stanisław Kluza
- Grzegorz Kołodko
- Oskar Lange
- Dariusz Rosati

### Bekannte Absolventen
- Marek Borowski
- Marek Grajek
- Jerzy Kropiwnicki
- Andrzej Olechowski
- Józef Oleksy
- Wiesław Rozłucki
- Stefan Starzyński
- Edward Szczepanik
- Jan Truszczyński
- Jolanta Wiska

Des Weiteren waren seit 1989 acht polnische Finanzminister Absolventen der Hochschule.